# Nepalese voetbalbond
De Nepalese voetbalbond of All Nepal Football Association (ANFA) is de voetbalbond van Nepal. De voetbalbond werd opgericht in 1951 en is sinds 1954 lid van de Aziatisch voetbalbond (AFC) en sinds 1997 lid van de Zuid-Aziatische voetbalbond (SAFF). In 1972 werd de bond lid van de FIFA.
De voetbalbond is onder andere verantwoordelijk voor het Nepalees voetbalelftal en de nationale voetbalcompetitie. De bond is weer onderverdeeld in 48 deelregio's.

## President
In oktober 2021 was de president Karma Tsering Sherpa.